# Рок-Айлендський арсенал
41°31′01″ пн. ш. 90°32′31″ зх. д. / 41.516944° пн. ш. 90.541944° зх. д.
Рок-Айлендський арсенал — один із найбільших американських державних військових арсеналів, що виготовляє зброю. Виробництво зброї розпочато у 80-х роках XIX сторіччя. Арсенал входить до Національного реєстру історичних місць США.

## Зброя
- гаубиця M198
- гаубиця M116